# Autize
L'Autize, o Autise, è un fiume francese che nasce a Mazières-en-Gâtine a 186 metri s.l.m. di altitudine e sfocia, dopo essersi diviso in due rami, nella Sèvre Niortaise avendo compiuto un percorso di 67,4 chilometri.

## Geografia
A valle di Nieul sur l'Autise, il fiume si divide in due rami:
- la Jeune Autize, artificiale, attraversa La Porte de l'Ile. A partire da Souil, è canalizzata e prende il nome di "canal de la jeune Autize", che circonda Maillezais. Si getta nella Sèvre Niortaise presso il vecchio porto di Maillé.
- la Vieille Autize, corso naturale, subito preservato, poi ampiamente canalizzato a partire da Courdault (comune di Bouillé-Courdault) è chiamata "canal de la vieille Autize". Quest'ultimo passa a Saint-Sigismond poi confluisce nella Sèvre Niortaise nella località detta L'Ouillette a La Barbée.

## Affluenti

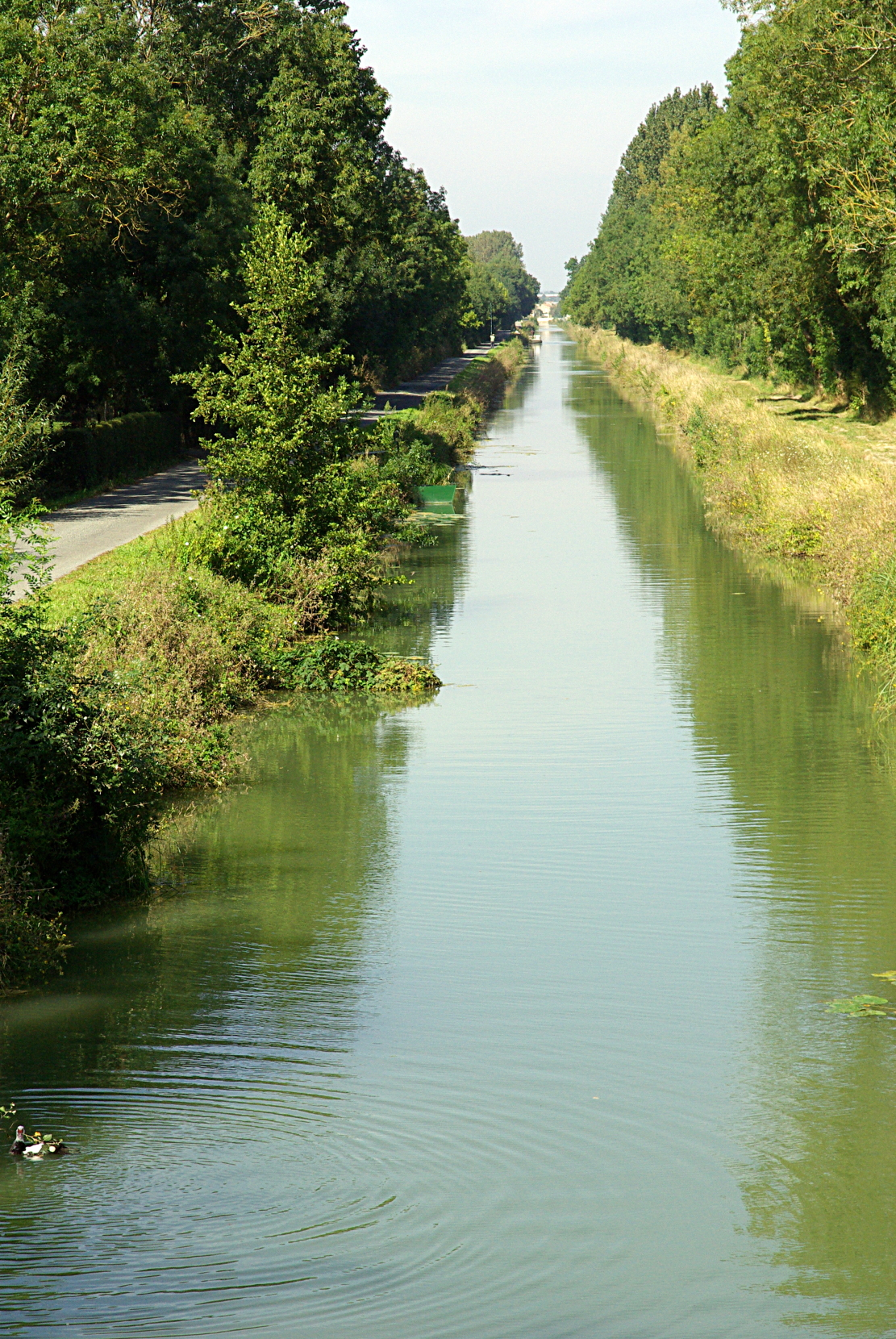
Il canale della Vieille Autize

L'Autize ha ventiquattro affluenti ufficiali tra i quali sei hanno un nome e sono lunghi più di cinque chilometri:
- Il Saumort (19 km);
- Il Miochette (15 km);
- La Roche Hudon (7 km);
- La Route d'eau de fontaine (7 km);
- Il Doré (7km);
- Il Chantegros (6 km).